# Coleophora macedonica
Coleophora macedonica é uma espécie de mariposa do gênero Coleophora pertencente à família Coleophoridae.